# Landratsbezirk Dieburg
Der Landratsbezirk Dieburg war ein Landratsbezirk im Großherzogtum Hessen mit Sitz in Dieburg. Er bestand ab 1821 und ging 1832 im Kreis Dieburg auf.

## Geschichte

### Entstehung
Im Zuge der Verwaltungsreform von 1821 im Großherzogtum wurden auch auf unterer Ebene Rechtsprechung und Verwaltung getrennt und die Aufgaben der überkommenen Ämter in Landratsbezirken – zuständig für die Verwaltung – und Landgerichtsbezirken – zuständig für die Rechtsprechung – neu organisiert. Der Landratsbezirk Darmstadt entstand dabei aus
- dem Amt Umstadt,
- dem Amt Dieburg mit Ausnahme der Orte Ober-Roden und Nieder-Roden,[Anm. 1]
- dem Amt Otzberg,
- dem Amt Schaafheim mit Ausnahme von Dietzenbach[Anm. 2] und
- den Gemeinden Kleestadt und Langstadt aus dem Amt Babenhausen.

Die ursprüngliche Herkunft der Orte war ganz unterschiedlich:
- 4 aus „althessischem“ Bestand (Obergrafschaft Katzenelnbogen)
- 6 aus kondominalem Besitz zwischen Hessen und der Kurpfalz,
- 4 kurpfälzische Orte,
- 2 kurmainzische Orte,
- 2 hessen-kasselische Orte und
- 3 Orte, die 1817 von Bayern erworben wurden.

Alle Orte gehörten 1821 zu den Dominiallanden – es gab hier also keine Patrimonialgerichtsbarkeit und der Staat war einziger Inhaber aller Hoheitsrechte.
Die Rechtsprechung in diesem Bereich wurde dem ebenfalls neu gegründeten Landgericht Umstadt übertragen.

### Ende
In der Gebietsreform 1832 wurden die Landratsbezirke aufgelöst und zu größeren Kreisen zusammengelegt. Deren Zuschnitt wurde kurz darauf mit einer weiteren Verordnung festgelegt. Der Landratsbezirk Dieburg ging dabei gemeinsam mit dem Landratsbezirk Reinheim in dem neuen Kreis Dieburg auf.

## Innere Verwaltung

### Gliederung
Der Landratsbezirk war in Bürgermeistereien gegliedert, die dem Landrat unterstanden. Dabei wurden mehrere kleinere Ortschaften häufig durch eine Bürgermeisterei verwaltet. Ab 1822 konnten die Hessischen Gemeinden ihre Bürgermeister selbst wählen, es wurden keine Schultheiße mehr eingesetzt. Die 20 Bürgermeistereien des Landratsbezirks Dieburg waren:
1. Altheim,
2. Dieburg,
3. Dorndiel,
4. Groß-Zimmern,
5. Harpertshausen,
6. Hering mit dem Otzberg,
7. Heubach,
8. Kleestadt,
9. Klein-Umstadt,
10. Klein-Zimmern,
11. Langstadt,
12. Lengfeld mit Zipfen,
13. Mosbach,
14. Radheim,
15. Raibach,
16. Richen,
17. Schaafheim,
18. Schlierbach,
19. Semd und
20. Groß-Umstadt.

### Landräte
- 1821–1830 Ferdinand Jakob Beck (1762–1834)[5]
- 1830–1832 Friedrich Kritzler

## Parallele Verwaltungen

### Finanzen
Für die Einnahmen aus Staatseigentum (den sogenannten Domanialen) gab es die Rentämter. Für den gesamten Landratsbezirk war das Rentamt Umstadt zuständig.
Davon getrennt war die Steuerverwaltung. Für den Landratsbezirk war der Steuerbezirk Dieburg zuständig, der alle Orte umfasste und zur Obereinehmerei Umstadt gehörte. Der Steuerbezirk Dieburg war wiederum in drei Distrikteinnehmereien gegliedert die aus Dieburg mit Altheim, Großzimmern Harpertshausen, Kleinzimmern und Semd, Schaafheim mit Dorndiel, Kleestadt, Kleinumstadt, Langstadt, Moßbach, Radheim und Schlierbach sowie Umstadt mit Hering, Heubach, Lengfeld und Raibach, bestanden.
Der Bezirk gehörte zum Hauptzollamt Offenbach und hatte das Grenznebenzollämter II. Klasse in Schaafheim.

### Forst
Die Forstverwaltung des Landratsbezirks Dieburg wurde vom Forst Umstadt wahrgenommen. Dieser hatte im Bezirk die vier Forstreviere: 1. Altheim mit Harpertshausen, Kleestadt, Langstadt, Richen, Schlierbach und Semd; 2. Dieburg mit Großzimmern; 3. Lengfeld mit Hering, Heubach und Umstadt; 4. Schaafheim mit Dorndiel, Kleinumstadt, Moßbach, Radheim und Raibach. Der Ort Kleinzimmern gehört zum Forstrevier Roßdorf des Forsts Reinheim.

### Kirche
Die Kirchverwaltung im Bezirk hatte zwei protestantische Inspektorate. Das lutherische Inspektorat Umstadt, zu dem folgende Pfarreien gehörten: die erste Pfarrei Umstadt mit Raibach, Richen und Semd; die zweite Pfarrei Umstadt mit Heubach, Kleinumstadt, Lengfeld und Wüstamorbach (aus dem Bezirk Breuberg), Großzimmern, Kleestadt, Langstadt; Schaafheim mit Schlierbach und das Spitzaltheim; Altheim mit Harpertshausen. Zum reformatorischen Inspektorat Umstadt gehören die Pfarreien: die erste Pfarrei Umstadt mit Kleinumstadt, Raibach, Richen und Wüstamorbach; die zweite Pfarrei Umstadt mit Semd; Hering mit Heubach und Hassenroth (aus dem Bezirk Breuberg); Lengfeld mit Frauenauses, Niederringen, Oberklingen und Wiebelsbach (alle bis auf Lengfeld aus dem Bezirk Breuberg); Neckarsteinach mit Darsberg. Die Pfarrei Grein und Langenthal waren keinem Inspektorat zugeteilt. Auch die katholischen Pfarreien Hirschhorn mit Hainbrunn und dem Hammelbacher Hof, Neckarsteinach mit Darsberg, Grein und Langenthal, Unterschonmattenwaag mit Schönbrunn, waren keinem Landkapitel zugeteilt. Neckarhausen gehört zu der badischen protestantischen Pfarrei Dilsberg und zur katholischen Pfarrei Schönau.

## Historische Beschreibung
Die Statistisch-topographisch-historische Beschreibung des Großherzogthums Hessen berichtet 1829 über den Landratsbezirk Dieburg:
Die Lage und Grenzen wird beschrieben als:
„Der Bezirk liegt zwischen 49° 48′ und 49° 75′ nördlicher Breite und zwischen dem 26° 24′ und 26° 44′ südlicher Länge. Die Grenzen sind gegen Norden: die Bezirke Langen und Seligenstadt; gegen Osten: der bairische Untermainkreis; gegen Süden: die Bezirke Breuberg und Reinheim und gegen Westen: die Bezirke Breuberg und Darmstadt.“
Die Natürliche Beschaffenheit als: „a) Oberfläche und Boden: Der westliche Theil des Bezirks ist ganz eben, dagegen der östliche und zum Theil der südliche etwas gebirgig ist. Hierher gehört der Otzberg 1593 Hess. Fuß (0,25 m) über der Meeresfläche erhaben, die Anhöhen bei Umstadt. Der Boden ist verschieden. In der westlichen Hälfte. besonders bei Dieburg ist derselbe zum Theil sehr sandig. Die andere Hälfte aber hat einen schwerem Boden der theils aus Liesch, der mehr oder weniger mit Lehm und Pflanzenerde vermischt ist, theils auch aus guter schwarzer Erde besteht. b) Gewässer: 1) die Gersprenz; 2) der Mühlbach; 3) der Semderbach; 4) der Richenbach.“
Die Bevölkerung als: „Diese beträgt 19,682 Seelen, unter diesen sind 10,794 Lutheraner, 6256 Katholiken, 2064 Reformirte und 568 Juden, welche zusammen 3 Städte, 3 Marktflecken, 14 Dörfer und 1 Weiler, überhaupt 2921 Häuser bewohnen.“
Die Naturprodukte als: „Pferde 1119; Fohlen 107; Bullen 38; Ochsen 161; Kühe 4738; Rinder 1186; Schweine 3776; Schaafe 3148; Ziegen 466; Esel 6. Waizen, besonders in Kleinzimmern; Gerste und Spelz, viel im ganzen Bezirk; Korn, Hafer, etwas Hirse und Welschkorn; viel Hülsenfrüchte, Futterkräuter, Kartoffel, Raps, Mohn besonders viel in Semd, Lengfeld, Dieburg; letzterer liefert zum Theil ein röthliches Oel; Hanf viel und gut in Groß- und Kleinzimmern; Flachs zum Theil Hauptprodukt; etwas Tabak, etwas Wein zu Umstadt; Obst; Torf bei Kleestadt, Kleinumstadt, Richen, Dieburg. Die zwei ersteren Orte haben die bedeutendsten Lager; guten Töpfer- und Zieglerthon bei Großzimmern und Dieburg. Viele Sandsteinlager; Brüche davon bei Heubach, Lengfeld, Raibach, Dorndiel, Radheim, Umstadt. Unter diesen Brüchen, die alle rothe Steine liefern, sind die bei Heubach und Lengfeld die besten und bedeutendsten, besonders sind erstere von vorzüglicher Qualität; nur die Umstädter werden nicht behauen.“
Gewerbe und Handel als: „Ackerbau, Viehzucht, Handwerke. Zu Dieburg ist eine Pappendeckelmühe und eine vorzügliche Stahl- und Blechwaarenfabrik; zu Großzimmern befindet sich eine Tabaks- und in Moßbach eine Farbenfabrik. Unter den Handwerkern werden besonders genannt: die Leineweber, die Gerber in Umstadt, Dieburg, Großzimmern, die zum Theil gute Waaren liefern, die Häfner in Goßzimmern und Dieburg, deren Waare stark exportirt wird, die Färber in Dieburg. Die Sandsteinbrüche im Bezirk, so wie die vielen Pflasterer in Dieburg bringt von außen viel Geld ein. Im Bezirk finden sich 40 Mühlen, welche außer der Pappendeckel, und 2 Lohmühlen, sämmtlich Mahl und Oelmühlen sind.“